# Giuseppe Novello

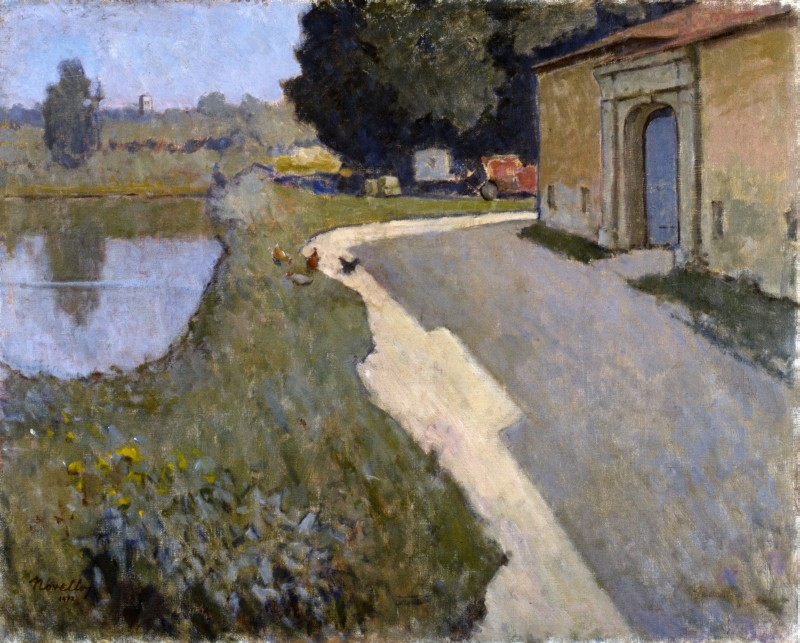
Cascina codognese (La Battaina), 1977
Fondazione Cariplo

Giuseppe Novello (Codogno, 7 luglio 1897 – Codogno, 2 febbraio 1988) è stato un pittore e illustratore italiano.

## Biografia
Giuseppe Novello nasce a Codogno da Eugenio Novello, veneziano, e Antonietta Belloni, codognese e sorella del pittore Giorgio Belloni. Dopo l'infanzia nella casa paterna giunge a Milano nel 1912 per studiare presso il Regio Liceo Berchet; in città ha l'occasione di frequentare lo studio dello zio pittore. Nonostante la sua propensione all'arte Novello è indotto dal padre, direttore di banca, a iscriversi alla Facoltà di Giurisprudenza. Nel 1915 è a Pavia, dove si laurea con una tesi sui diritti d'autore nelle arti figurative. Dal 1919 frequenta l'Accademia di Brera e studia pittura sotto la guida di Ambrogio Alciati. Esordisce come pittore nel 1925, a Milano, vincendo il Concorso Fumagalli. Espone poi in numerose edizioni della Biennale di Venezia nel 1934, 1936, 1940 (anno in cui vinse il concorso per il ritratto del padre con l'opera "Ritratto estivo") e 1948, della Quadriennale di Roma e in mostre personali. Predilige la pittura di interni, il ritratto e il paesaggio.

### Dalla prima alla seconda grande guerra
Nel 1917 viene chiamato alle armi nel battaglione alpini Tirano. È coinvolto nella disfatta di Caporetto.
Dal 1925 Novello collabora con L'Alpino, il quindicinale dell'Associazione Nazionale Alpini, dove i suoi disegni umoristici compaiono con la sigla "46". L'anno successivo esce La canzone dei verdi di Renzo Boccardi, con 46 tavole di Novello. Nella redazione dell'Alpino l'umorista incontra Paolo Monelli, che gli propone di pubblicare nel 1929 un volume di vignette e racconti canzonatori per l'editore Treves, La guerra è bella ma scomoda.
È Monelli a introdurre Novello a Bagutta, dove incontra Orio Vergani, Mario Vellani Marchi, Riccardo Bacchelli, Ottavio Steffenini, Adolfo Franci, Luigi Bonelli, Gino Scarpa, Bernardino Palazzi, Anselmo Bucci, Emilio Morelli. Novello frequenta anche la casa della vedova di Umberto Moggioli e la trattoria di Romano Barbaro, condividendo con Vellani Marchi, Virette Barbieri, Guido Tallone, Carlo Dalla Zorza, Silvio Consadori e Pio Semeghini l'esperienza della “scuola di Burano”.
Dal giugno al novembre 1929 collabora con Il Guerin Meschino, mentre l'anno successivo le sue tavole compaiono su "Fuori Sacco", sezione umoristica della “Gazzetta del Popolo”, per cui lavorano, fra gli altri, Camerini, Garretto, Apolloni e Campanile. Dal sodalizio fra Monelli e Novello nascono tre reportages estivi che il quotidiano torinese pubblica in terza pagina: un viaggio alla ricerca dei “monumenti più brutti d'Italia” nel '32, un tour gastronomico nel '34, edito l'anno successivo da Treves in "Il ghiottone errante", e infine un itinerario turistico nelle principali località di villeggiatura del Nord Italia nel 1936.
Durante la seconda guerra mondiale Novello è richiamato alle armi, sempre come ufficiale degli alpini nel 5º Reggimento Alpini, e prende parte alla spedizione italiana in Unione Sovietica, combattendo nella battaglia di Nikolajewka. Dopo la ritirata (gennaio 1943) torna in Italia. Di stanza a Brunico, è fatto prigioniero a Fortezza il 9 settembre e trasferito nel campo d'internamento per ufficiali italiani a Częstochowa, in Polonia. Da qui è condotto a Benjaminovo e quindi nei lager tedeschi di Sandbostel e Wietzendorf. Potrebbe rientrare in Italia aaccettando di arruolarsi nelle Forze Armate della neonata Repubblica Sociale italiana grazie all'interessamento di don Gnocchi e del duca Marcello Visconti di Modrone, presidente della Croce Rossa. Novello rifiuta e condivide la prigionia con Giovannino Guareschi, Roberto Rebora, Giuseppe Lazzati e il filosofo Enzo Paci.
Dato per morto, rientra in Italia nell'autunno del 1945. Ha con sé una serie di disegni che, insieme con quelli della campagna del Don risalenti al suo rientro dalla Russia, pubblicherà in Steppa e gabbia (1957). Nel 1946 riprende a disegnare per La Lettura.

### Seconda metà del Novecento
A partire dal 1948, collabora come vignettista al quotidiano La Stampa. Le sue tavole settimanali, che riguardavano temi di costume e di attualità, sono state raccolte nei volumi:
- Il signore di buona famiglia, Arnoldo Mondadori Editore, Milano 1934.
- Che cosa dirà la gente? Arnoldo Mondadori Editore, Milano 1937.
- Dunque dicevamo, Arnoldo Mondadori Editore, Milano 1950.
- Sempre più difficile, Arnoldo Mondadori Editore, Milano 1957.
- Resti fra noi, Arnoldo Mondadori Editore, Milano 1967.

Nel 1950 Novello tiene la sua prima mostra personale presso la Galleria Gian Ferrari di Milano e in seguito alla Galleria Gussoni, sempre a Milano. Dal 1965, interrotta la collaborazione con “La Stampa”, si dedica prevalentemente alla pittura; per tutto il decennio successivo disegnerà per l'Associazione laureati Ateneo Ticinese le matricole d'onore per le lauree assegnate dall'Università di Pavia ad Enzo Ferrari, Federico Fellini, Gianandrea Gavazzeni, Norberto Bobbio.
Nel 1963 esce per Longanesi un nuovo testo di Monelli illustrato da Novello: O.P., ossia il vero bevitore.
All'inizio degli anni settanta Novello contribuisce al riordino del lascito Lamberti, primo nucleo del museo di Codogno ora Raccolta Lamberti (https://web.archive.org/web/20140407073225/http://www.raccoltalamberti.it/), al quale l'artista donerà alcuni dei suoi quadri più apprezzati, oltre a numerose tele di famiglia. Qui trovano spazio, insieme con i dipinti di Giorgio Belloni e Piero Belloni Betti, cugino di Novello, le belle caricature di Alessandro Bertamini, secondo marito della nonna materna.
Dal 1973 l'artista espone con regolarità presso la galleria Cortina in piazza Cavour a Milano, ottenendo sempre grandi consensi. Nel 1978 la Ponte Rosso pubblica, in occasione dei festeggiamenti per i duecento anni della Scala, "Coda al Loggione", con introduzione di Nino Rota: una raccolta di disegni e dipinti sul teatro, nuovo tributo del pittore al melodramma.
In occasione dei novant'anni di Novello esce una raccolta delle "Cartoline Lametta" (con prefazione di Alberto Cavallari, Rosellina Archinto Editore) inviate dall'artista, nel corso degli anni, a parenti e amici.
Nel 1984 il Comune di Milano gli conferisce la medaglia d'oro di benemerenza.
Si spegne a Codogno, sua città natale, nel 1988.
La città di Codogno ricorda il vignettista e pittore con il “Premio Novello”, un concorso internazionale di umorismo e satira di costume, giunto all'ottava edizione.
A Novello è intitolato anche il Liceo cittadino, ad indirizzo scientifico, classico e linguistico.

## Altre opere
- Cartoline lametta, prefazione di Alberto Cavallari, Rosellina Archinto Editore, Milano 1987.